# Spoorlijn Busigny - Somain
De spoorlijn Busigny - Somain is een Franse spoorlijn die Busigny via Cambrai verbindt met Somain. De spoorlijn is 50,9 km lang en heeft als lijnnummer 250 000.

## Geschiedenis
De lijn werd aangelegd door de Compagnie des chemins de fer du Nord en in twee gedeeltes geopend. Van Lourches tot Somain op 11 oktober 1857 en op 15 juli 1858 van Busigny tot Lourches. Met een onderbreking van het personenvervoer tussen Lourches en Somain tussen 1954 en 1963 is de lijn sindsdien in gebruik voor zowel personen als goederenvervoer.

## Treindiensten
De SNCF verzorgt het personenvervoer op dit traject met TER treinen.
| Serie | Treinsoort | Route | Bijzonderheden |
| ----- | ---------- | --- | -------------- |
| K 13  | TER (SNCF) | Paris-Nord – Compiègne – Saint-Quentin – [ Busigny – Caudry – Cambrai ] / [ Le Cateau – Aulnoye-Aymeries – Maubeuge ] |                |
| K 40  | TER (SNCF) | Lille-Flandres – Douai – Somain – Cambrai – Saint-Quentin                                                             |                |
| P 40  | TER (SNCF) | Douai – Cambrai – Busigny – Saint-Quentin                                                                             |                |
| P 63  | TER (SNCF) | Cambrai – Lourches – Valenciennes                                                                                     |                |

## Aansluitingen
In de volgende plaatsen is of was er een aansluiting op de volgende spoorlijnen:
Busigny
RFN 238 000, spoorlijn tussen Busigny en Hirson
RFN 242 000, spoorlijn tussen Creil en Jeumont
RFN 242 316, raccordement militaire van Busigny-Nord
RFN 242 360, raccordement van Honnechy
Cambrai
RFN 250 306, raccordement van Cambrai-Sud
RFN 250 311, raccordement van Cambrai-Nord
Escaudœuvres
RFN 251 000, spoorlijn tussen Escaudœuvres en Gussignies
Lourches
RFN 254 000, spoorlijn tussen Lourches en Valenciennes
Somain
RFN 250 316, raccordement van Erre
RFN 258 000, spoorlijn tussen Aubigny-au-Bac en Somain
RFN 262 000, spoorlijn tussen Douai en Blanc-Misseron
RFN 268 000, spoorlijn tussen Somain en Halluin
lijn tussen Somain en Sin-le-Noble
lijn tussen Somain en Vieux-Condé
lijn tussen Somain en Waziers

## Elektrische tractie
Tussen 1962 en 1963 werd de lijn geëlektrificeerd met een spanning van 25.000 volt 50 Hz.